# Мій дідусь був черешнею
«Мій дідусь був черешнею» (італ. Mio nonno era un ciliegio) — одна з найвідоміших повістей італійської дитячої письменниці Анджели Нанетті, опублікована у 1998 році. Перекладена понад 20-ма мовами і відзначена літературними преміями Італії, Німеччини, Франції та Словаччини. Книжка увійшла до міжнародного каталогу дитячих книжок «Білі круки» (The White Ravens).

## Сюжет
Ця книга — родинна історія хлопчика Тоніно, розказана від його імені. У Тоніно велика сім'я: дідусь Оттавіано і бабуся Теодолінда живуть у селі, дідусь Луїджі і бабуся Антоньєтта — у місті. «Міські» дідусь із бабцею разом зі своїм псом Флопі жили у тій же багатоповерхівці, що й родина Тоніно, тож хлопчик бачив їх щонайменше чотири рази на день. «Сільські» бабуся і дідусь зовсім не такі, як «міські»: «по-перше, замість собаки вони мали гусей і курей; по-друге, не ходили чотири рази на день з ними гуляти; і, по-третє, жили не вгорі над нами, а за сорок кілометрів, тому бачив я їх, у кращому разі, двічі на місяць».
Коли хлопчику виповнилося п'ять років, бабуся Теодолінда захворіла. «Найбільшою бабциною пристрастю був курник. Бабця дбала про курей так, ніби то були її діти, знала кожну з них, називала на ім’я, хвалила і картала, а вони всюди ходили за нею і завжди її слухали». А ще гуски, улюбленицею серед яких була гуска Альфонсина. І саме сільські дідусь і бабуся – Оттавіано і Теодолінда – відкривають перед Тоніно скарби емоцій, вчать розуміти себе й близьких, сприймати і переосмислювати навіть найскладніші речі та явища. Навіть смерть, яка є невід’ємною частиною життя. Саме тому, коли бабуся померла, хлопчику здалося, що вона перетворилася на гуску Альфонсину. Так Тоніно вперше дізнається, як це померти і що таке смерть.
Чимало часу після того він проводить з дідусем Оттавіано. Не останню роль в житті хлопчика й дідуся відіграє Фелічія — черешня, як посадив дідусь, коли народилася мама Тоніно, Фелічіта. Дідусь навчив хлопчика слухати дерева: «Якось він мені приснився: ми з ним гойдалися на гілках і перекидалися через голову, а черешня ціла аж трусилася – ніби від сміху. То був тільки сон, це правда; але якщо дерева дихають, то хто сказав, що вони не можуть сміятися?»
Тоніно ще доведеться чимало відкрити для себе й пережити. Але він назавжди запам'ятає головні дідусеві уроки. Колись, коли його сестра Корінна підросте, він навчить її всього того, чого його навчив дідусь.

## Головні герої
Тоніно — головний герой, хлопчик років п'яти.
Фелічіта — мама Тоніно, донька Теодолінди та Оттавіано.
Тато Тоніно.
Бабуся Теодолінда — дружина Оттавіано, мама Фелічіти й бабуся Тоніно; жила в селі.
Дідусь Оттавіано — чоловік Теодолінди, батько Фелічіти й дідусь Тоніно; жив у селі.
Дідусь Луїджі та бабуся Антоньєтта — «міські» дідусь і бабуся Тоніно, батьки його тата.
Флопі — собака дідуся Луїджі та бабусі Антоньєтти.
Альфонсина — гуска, улюблениця бабці Теодолінди.
Фелічія — черешня, яку посадив дідусь Оттавіано, коли народилася мама Тоніно.

## Український переклад
Нанетті, А. Мій дідусь був черешнею [Текст] / Анджела Нанетті ; пер. з італ. А. Маслюха ; іл. А. Стефурак. — Львів : Видавництво Старого Лева, 2015. — 136 с., іл.

### Рецензії
- Х. Содомора. «Доки тебе хтось любить, померти неможливо» («Видавництво Старого Лева», 31.03.2015)
- Г. Улюра. Так вони стають міцнішими(«Збруч», 31.03.2015)
- Семенченко, М. Про любов, втрату і… любов («День», 04.04.2015)
- М. Київська. «Мій дідусь був черешнею»: історія про щасливе дерево («Букмоль», 08.04.2015)
- І. Березовська. Перед тим, як повернутися до Саду… («Видавництво Старого Лева», 16.04.2015)
- М. Литвин. Солодка черешня з італійського саду («kazkarka.com», 20.04.2015)
- М. Удуд. Малий Тоніно у дорослому світі («Букмоль», 27.05.2015)
- В. Чернишенко. Така рідна Італія («Буквоїд», 08.07.2016)